# Viola pusilla
Viola pusilla là một loài thực vật có hoa trong họ Hoa tím. Loài này được Poepp. miêu tả khoa học đầu tiên năm 1829.